# Psychiatrisches Hospital Teramo

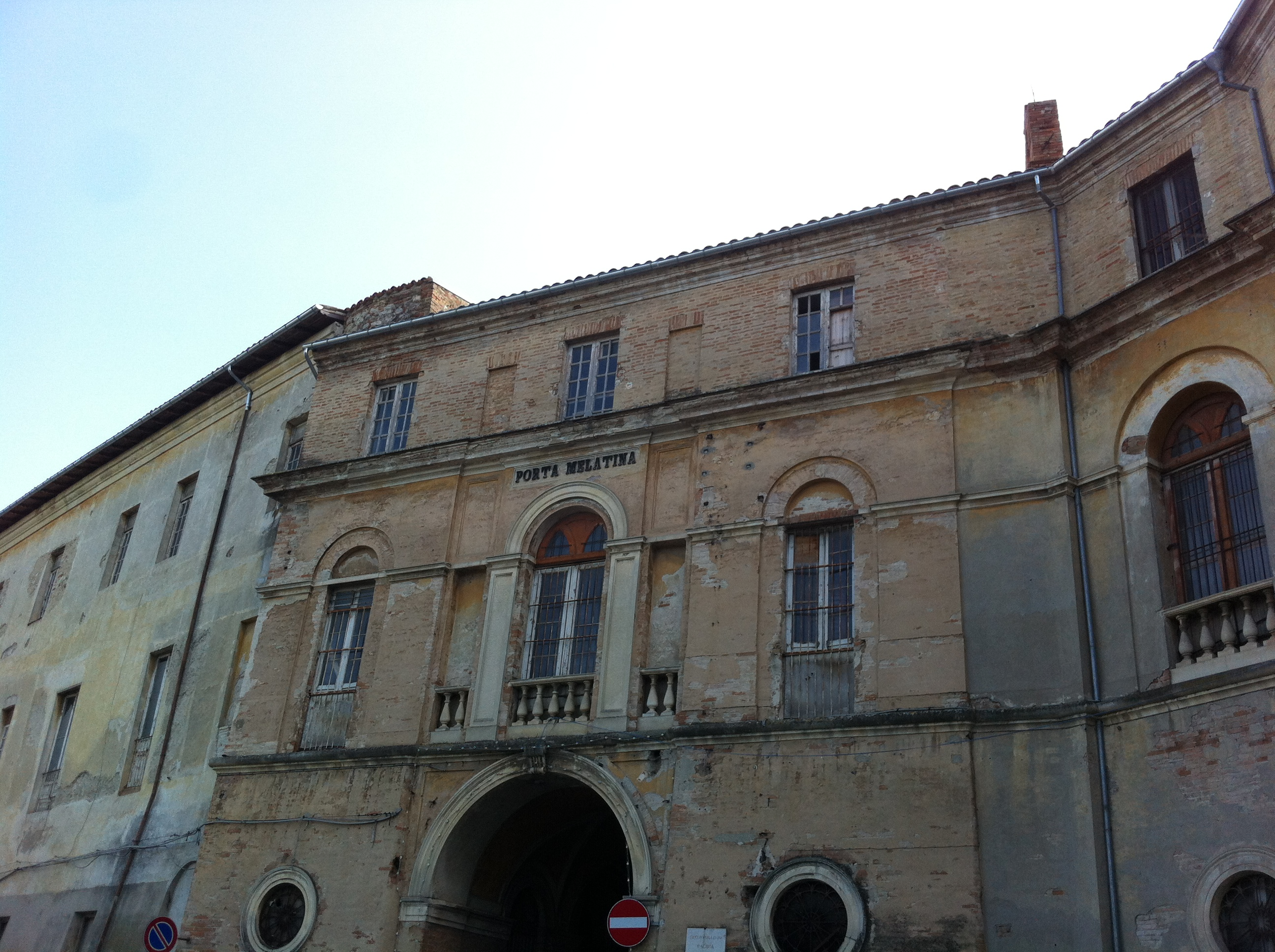
Psychiatrisches Hospital Teramo

Das psychiatrische Hospital von Teramo war eine der größten und bekanntesten Nervenheilanstalten Süditaliens und Europas. Benannt war es nach Antonius dem Großen. Das 1323 geschaffene Gebäude ist eines der bekanntesten Bauwerke in der historischen Altstadt Teramos. Es wurde mit wechselnden Funktionen genutzt, davon 117 Jahre als psychiatrische Anstalt, die am 31. März 1998 geschlossen wurde.

## Geschichte

### Entstehung als Hospitium

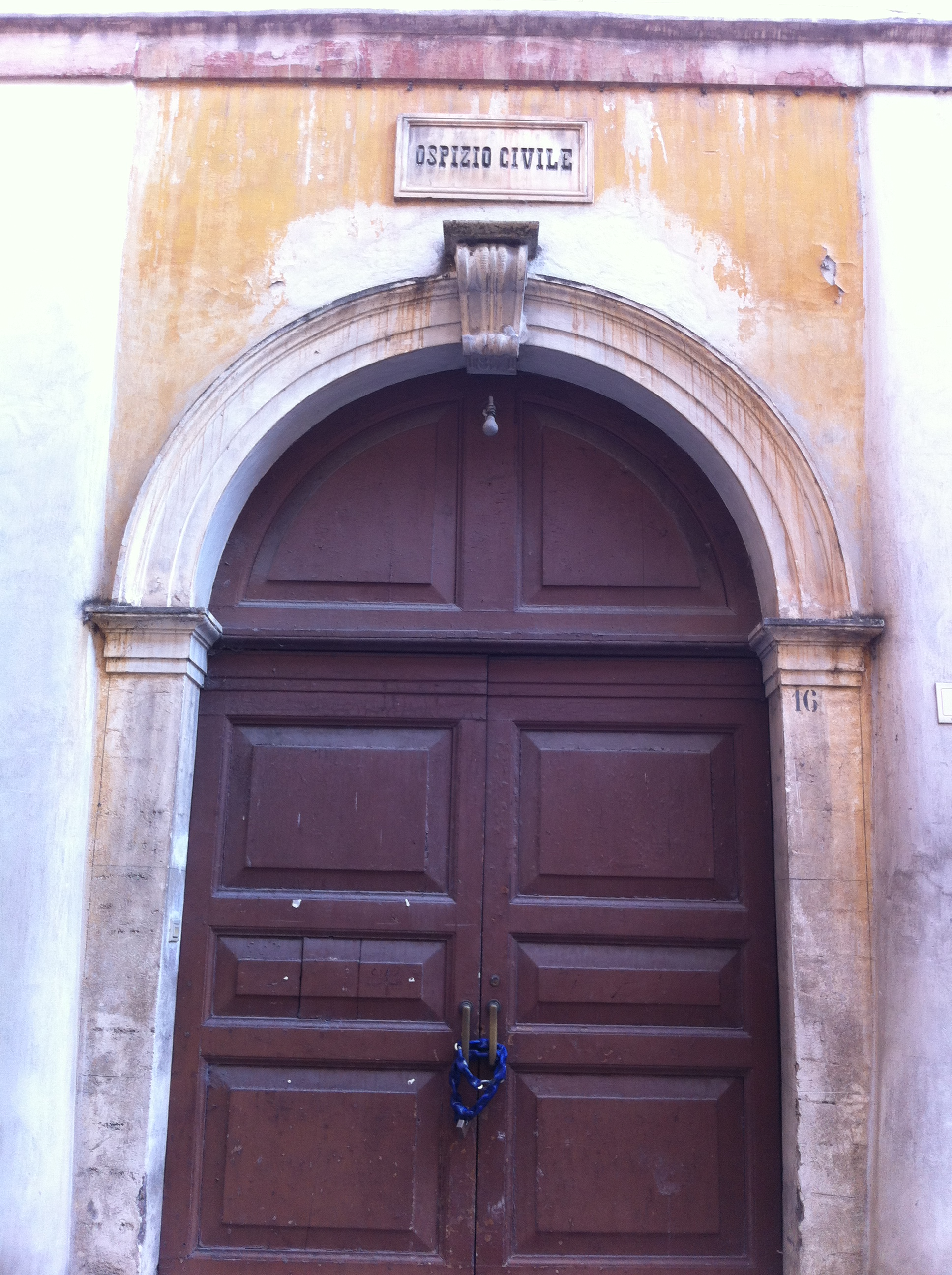
Haupteingang

Es war das Vorhaben eines gewissen Bartolomeo Zalfone, Bürger und Wohltäter der Stadt, für Kranke und Notleidende am 28. Februar 1323 eine Unterkunft zu schaffen. Er widmete sie dem Heiligen Antonius dem Großen. Zu diesem Zweck stellte er Teile seines Hauses zur Verfügung und vertraute die Pflege und Verwaltung der Kirche an.
Das Sant'Antonio Abate fungierte als Hospitium (ital. ospizio), was auch heute noch die über dem Haupteingang hängende Marmorplatte bezeugt. Die Funktion des Hauses Sant'Antonio Abate bestand hauptsächlich in der Versorgung mit Essen und Unterkunft für Bedürftige, aber auch für durchreisende Pilger. Es wurden auch Kräuter und Medikamente an Kranke verteilt sowie Waisenkinder versorgt und erzogen.
Als Joachim Murat 1811 die Kommission der Hospitien schuf, kam auch das Haus in Teramo unter die direkte Kontrolle der neuen Organisation. 1816 ging die Verwaltung an die Kirche zurück.
Mit der italienischen Einigung erfolgte ein erneuter Wechsel an die Regierung, da mit dem Gesetz vom 17. Juli 1890 in jeder Gemeinde eine „Congregazione di Carità“ eingerichtet wurde. Diese übernahm die Verwaltung sämtlicher Krankenhäuser und sonstiger Einrichtungen des Gesundheitswesens. Der Gesundheits- und der karitative Aspekt blieben auch weiterhin eng miteinander verknüpft.

### Umnutzung als psychiatrisches Hospital

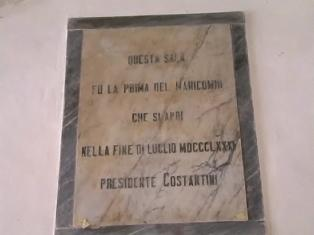
Steintafel im Erdgeschoss des ersten Raumes des psychiatrischen Abschnitts

Auf Initiative des damaligen Präsidenten der Congregazioni di Carità, Costantini, wurde im Juli 1881 in einem Saal auf der ersten Etage des Gebäudes eine Abteilung zur psychiatrischen Betreuung für 20 Patienten (7 Männer und 13 Frauen) eröffnet. Costantini selbst war in dieser Abteilung, unterstützt von Krankenpflegern und Nonnen, für die medizinischen Bereiche zuständig.
Eine Steintafel in diesem Saal erinnert heute an dieses Ereignis: Dieser Saal war der erste der Nervenheilanstalt. Er wurde im Juli 1881 eröffnet. Präsident Costantini.
Durch die Entscheidung, Patienten mit psychiatrischen Erkrankungen in einer eigenen Einrichtung zu betreuen, wurde das Hospitium zur Anlaufstelle für Patienten aus Teramo und umliegenden Provinzen, die in ihren Familien nicht bleiben konnten und von anderen Kliniken oder Waisenhäusern abgewiesen wurden. Mit der Zeit musste die psychiatrische Abteilung immer mehr Patienten aufnehmen, weswegen sich auch die Kasuistik und die Komplexheit der behandelten Erkrankungen änderte. So wurde die Kongregation gezwungen, schrittweise die Zahl der Psychiater und des Pflegepersonals sowohl mit weltlichen als auch kirchlichen Kräften zu erhöhen. Später wurden die psychiatrischen Dienstleistungen von eigenem medizinischen Personal übernommen.
Von 1892 bis 1916 war Raffaele Roscioli Leiter der psychiatrischen Abteilung; er war vorher als Arzt im Hospital „Vittorio Emanuele II“ in Nocera Inferiore tätig. Rosciolis Leistung war es, aus einer verwahrenden Unterbringung einen Ort der Behandlung zu machen, indem er eine permanente Beobachtung der Kranken sowie die Dokumentation des Krankheitsverlaufs einführte und eine Krankenakte für jeden Patienten erstellen ließ.

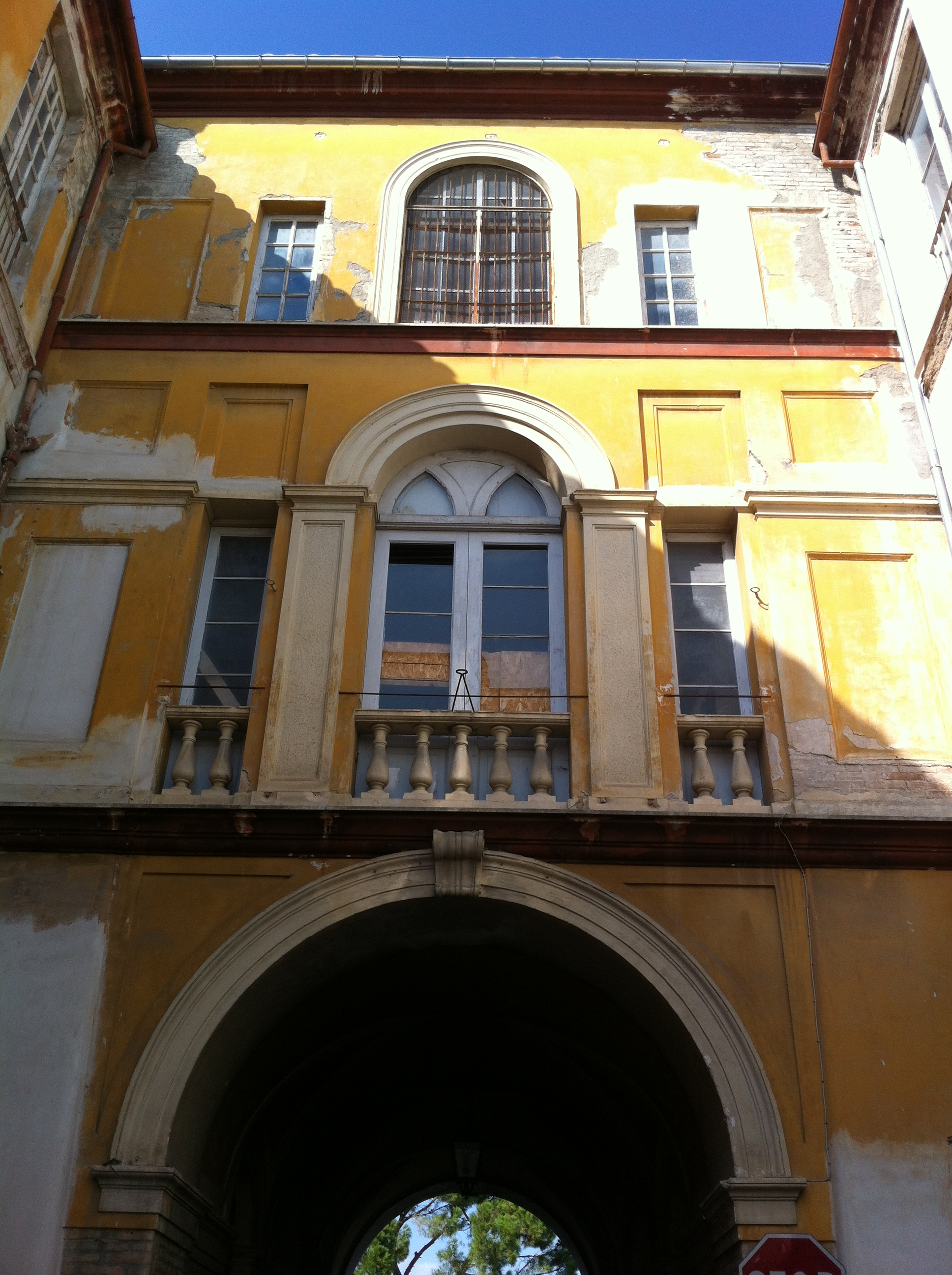
Porta Melatina

1894 wurde ein Trakt an die schon bestehenden Gebäudeteile angebaut. In den folgenden Jahren zwischen 1895 und 1900 wurden die Arbeiten an den Erweiterungen kontinuierlich fortgesetzt, unter anderem mit dem Erwerb angrenzender Gebäude und dem Bau neuer Gebäude. Ebenso wurden Gebäude, die, wie Porta Melatina, bisher anderen Zwecken gedient hatten, der psychiatrischen Abteilung zugewiesen.
In der ersten Phase nach der Eröffnung der nervenheilkundlichen Abteilung (1881) wurden für etwa 10 Jahre die medizinische Funktion und die Betreuung Bettlägeriger von den weltlichen und kirchlichen Mitarbeitern des Hospitals übernommen.
Ende des 19. Jahrhunderts waren die Lebensbedingungen der Bevölkerung in der Region schwierig, da durch Mangelernährung, hohe Kindersterblichkeit, mangelnde und ungesunde Wohnunterkünfte sowie Hygiene- und Gesundheitsmängel die psychische und körperliche Verfassung beeinflusst wurden. Das Hospital, das den sogenannten Geistesgestörten Unterkunft und Hilfe geben sollte, wurde dadurch Zufluchtsort für einen über diese Funktion hinausgehenden Teil der Bevölkerung.
Roscioli führte eine Arbeitstherapie ein: Die sogenannten „friedlichen“ Patienten konnten in externen Arbeitskolonien, die im Februar 1905 geschaffen wurden, arbeiten, oder in den internen Werkstätten, die mit der Zeit entstanden. Das psychiatrische Hospital konnte sich dadurch selbst versorgen. Durch diese Form der Ergotherapie konnten neue Werkstätten für Schuhmacher, Schneider, Schreiner und Schmiede geschaffen werden. Später kam die Strohverarbeitung für Besen und Matratzen hinzu. Die Bewohner reinigten die Räumlichkeiten und arbeiteten in der Wäscherei sowie im Lager. Die Frauen waren zumeist mit Kochen, Sticken, Nähen und Weben beschäftigt.
Ständiges Engagement von Roscioli galt der Ausbildung des Personals, das meist ohne Vorbildung angestellt wurde. Zur Überwachung der Bewohner wurden in der Regel Personen angestellt, die kräftig und robust waren. Der Direktor gründete eine interne Krankenpflegeschule, die über Jahrzehnte hinweg bestand.
Um die Überbelegung und die durch Raummangel bedingten Unbequemlichkeiten zu vermindern, wurde 1910 im Corso di Porta Romana in Teramo eine Spezialunterkunft für chronische, aber ruhige, psychisch Kranke eröffnet.

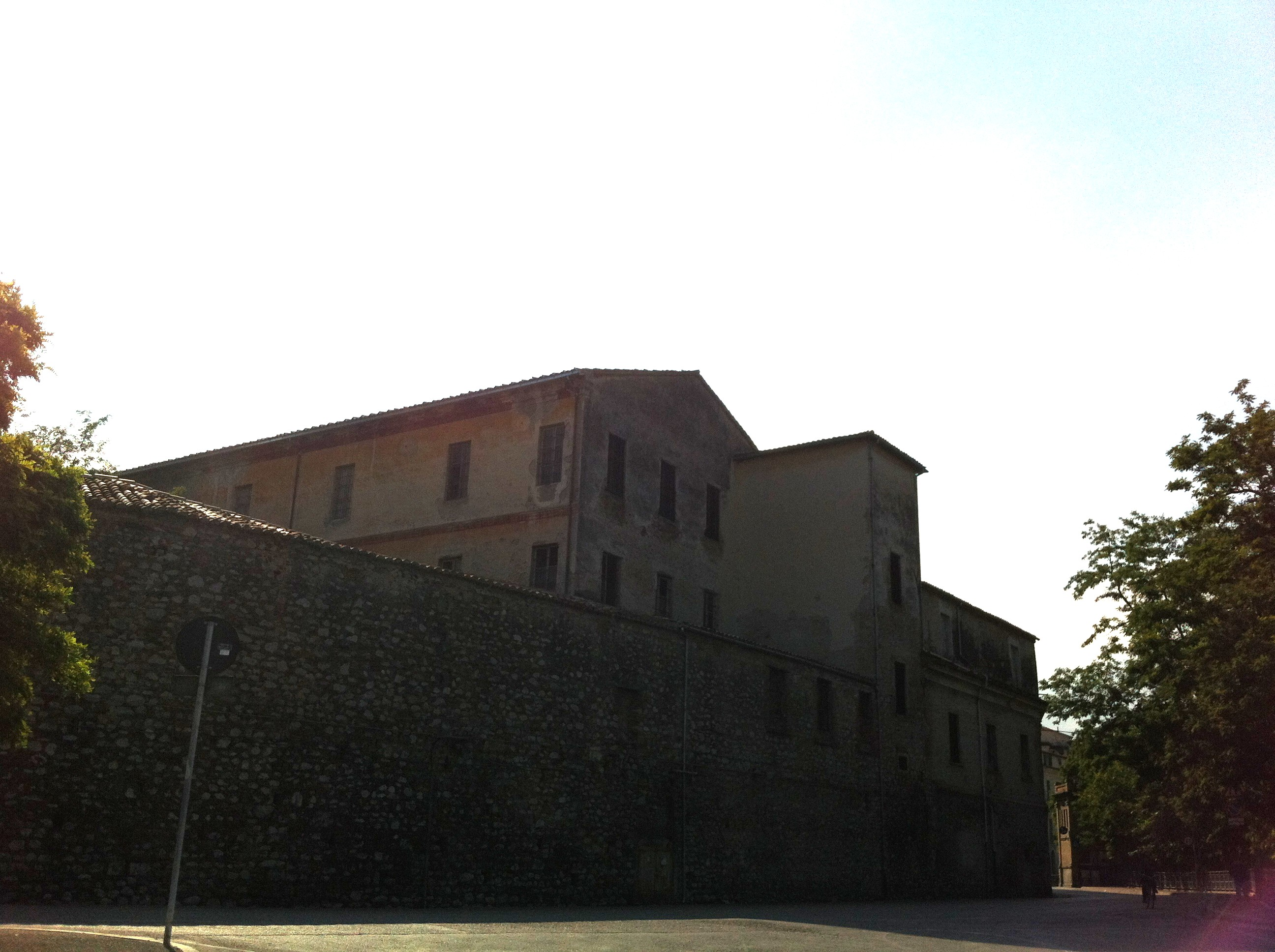
Flügel für die leicht Erkrankten, später Speiseraum, und Trakt Giuseppe Cerulli

Die Veränderungen, die von Roscioli umgesetzt wurden, wurden vom neuen Direktor Guido Garbini übernommen, der das Hospital von 1917 bis 1919 leitete. Er machte es sich zum Ziel, die erzieherischen und rehabilitativen sozialen Funktionen des Hospitals zu entwickeln und zu verstärken. Er schuf so die Voraussetzungen für das Entstehen einer moderneren Struktur, die sich nicht als Ort der Verwahrung, sondern der Behandlung verstand. Er führte das neue klinische Labor ein und gründete eine außergewöhnliche, heute noch existierende Bibliothek. Er ordnete die Entfernung einer übermäßigen Anzahl von Schließtoren und Gittern an. Diese Demontage versorgte die Schmiedewerkstatt für zwei Jahre mit Arbeit (1917/18). Auch veranlasste er den Abriss einiger Isolationszellen; die anfallenden Steine wurden für das Pflastern des größten Innenhofs benutzt. In den Kellern wurde eine Art Grotte eingerichtet, die zum Schlachten benutzt wurde, sowohl für den direkten Verzehr als auch für das Konservieren des Fleisches.
Als Zeugnis des wissenschaftlichen Impulses von Garbinis Direktion sind zahlreiche von ihm erstellte Veröffentlichungen im Hospital erhalten.
In Folge der Aufnahme kriegstraumatisierter Soldaten aus dem Ersten Weltkrieg verschlechterte sich die Situation des Hospitals durch die entstehende Überbelegung und baufällige Räumlichkeiten. Es kam zu Missständen bei den Gesundheitsdienstleistungen und durch Personalmangel.
Die Umwandlung zu einem modernen psychiatrischen Krankenhaus fand unter dem Psychiater Marco Levi Bianchini statt, der die Klinik von 1924 bis 1931 leitete und überzeugter Unterstützer und Förderer der Psychoanalyse war. Es wurden die bestehenden Behandlungsräume restauriert und neue Räume angelegt, Laboratorien geschaffen und eine Bibliothek eingerichtet sowie Weiterbildung und Umschulung des Pflegepersonals vorangetrieben. Er sorgte dafür, dass weitere Abteilungen geschaffen wurden, die sich auf besondere Krankheitsbilder spezialisierten.
Bianchini war sehr darum bemüht, das Hospital in der Öffentlichkeit in ein besseres Licht zu rücken und das Vertrauen in die medizinische Einrichtung zu stärken.
Das psychiatrische Hospital von Teramo war unter seiner Leitung auch in Lehre und Forschung erfolgreich. So gründete er 1924 die Fachzeitschrift „Archivio generale di Neurologia, Psiciatria e Psicoanalisi“ als offizielles Sprachorgan des Krankenhauses. Am 7. Juli 1925 wurde in Teramo im psychiatrischen Hospital die „Italienische Psychoanalytische Gesellschaft“ (Società psicoanalitica italiana) gegründet. Diese existiert auch heute noch mit Sitz in Rom. Es erinnert eine Gedenktafel an einer Außenwand des Hospitals in Via Aurelio Saliceti an den Direktor Marco Levi Bianchini.

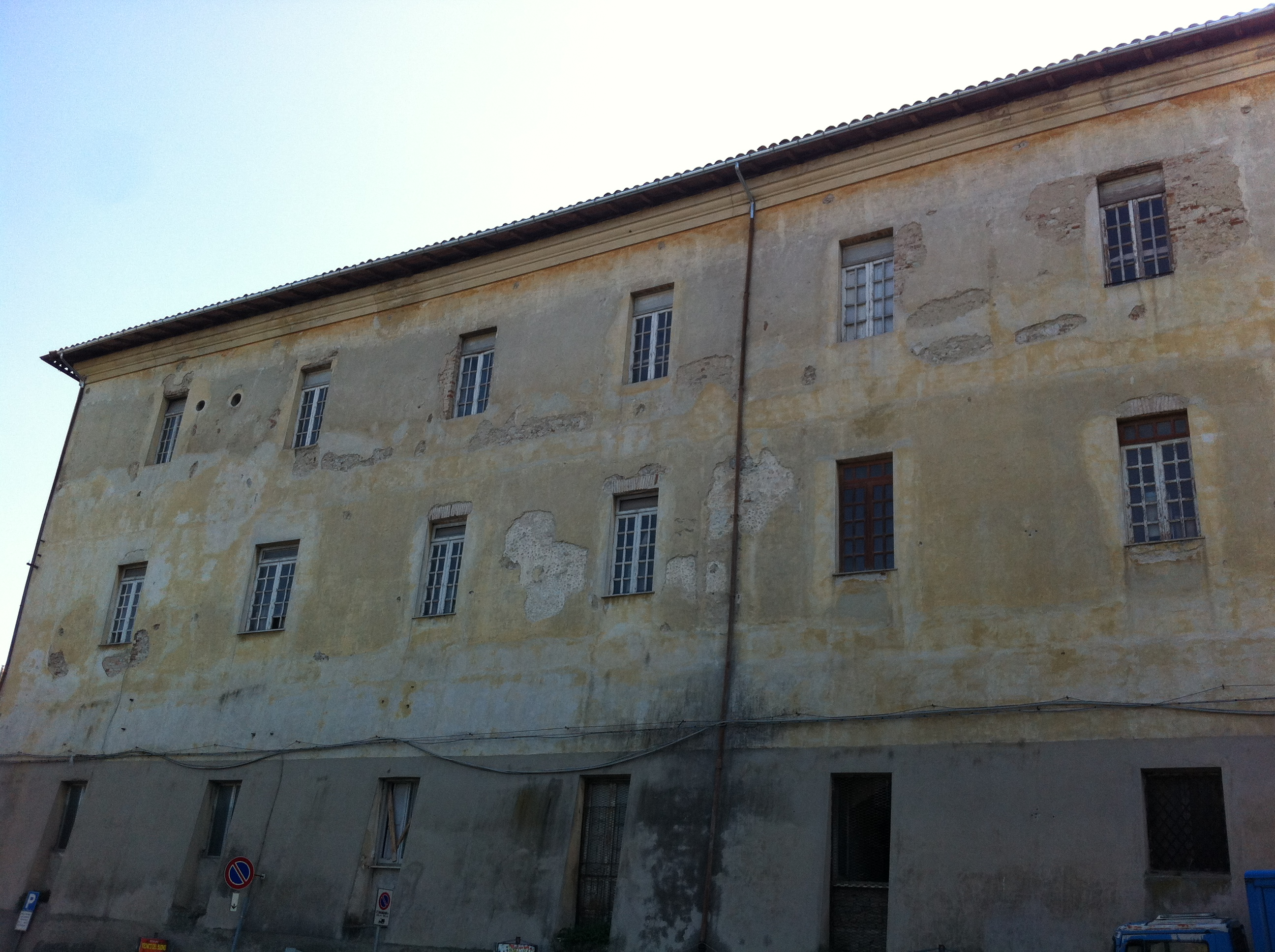
Verwaltungstrakt

Des Weiteren erforderte die stete Zunahme von Patienten weitere Räume, so dass die Kongregation in der Sitzung vom 28. Mai 1925 die Entscheidung fällte, ein neues Allgemeinkrankenhaus in Viale Francesco Crucioli zu errichten. Dadurch standen die Räumlichkeiten des Sant'Antonio Abate nun insgesamt zur psychiatrischen Versorgung zur Verfügung. Die Leitung des neuen Krankenhauses übernahm Antonio Abate.
Um den steten Zulauf von Patienten zu verringern, eröffnete Bianchini im Februar 1928 das Behandlungszentrum für Psychohygiene, das durch eine ambulante Behandlung die stationäre Aufnahme vermeiden sollte.
Gegen Ende seiner Zeit am Psychiatrischen Hospital 1931 gab es 1000 Patienten, über 100 Krankenpfleger, 5 Vollzeitmediziner, viele Bedienstete und Mitarbeiter, die in den Werkstätten und den landwirtschaftlichen Kolonien arbeiteten.

### Geschichte des psychiatrischen Hospitals ab 1940
Die Kriegsjahre (1940–45) bedeuteten erneut schwierige sozio-ökonomische Bedingungen und eine Herausforderung für die Anstalt unter Leitung des neuen Direktors Danilo Cargnello.
Ihm folgte Carlo Romerio, unter dem die Psychiatrie auf gut geschultes und motiviertes Personal zurückgreifen konnte, das aus jungen spezialisierten Ärzten bestand, die neue und moderne Therapieformen erprobten. Das folgende Jahrzehnt erbrachte einen operativen Wandel. Es entstand der neue neuro-psychiatrische Komplex im Vorort Casalena a Teramo. In den neuen Räumlichkeiten konnte man den zahlreichen Patienten, die bisher in den alten und baufälligen Gebäuden untergebracht waren, eine verbesserte Betreuung zukommen lassen.
Die Behörde „Ospedali e istituti riuniti di Teramo“ leitete das Sant’Antonio Abate dann bis zur Bekanntmachung einer Gesetzesänderung im Februar 1968, durch das in Italien die Wohlfahrts- und Sozialfunktionen von der rein medizinischen Behandlung getrennt wurden.
Im Zuge der italienischen Psychiatriereform wurde die Behörde „Ospedali e Istituti riuniti di Teramo“ als Provinzkrankenhausbehörde definiert.
Sie sollte nun folgende Einrichtungen beinhalten:
- das städtische Krankenhaus „Giuseppe Mazzini“
- das psychiatrische Krankenhaus „Sant’Antonio Abate“
- das Sanatorium „Alessandrini Romualdi“

1974 wurden wegen Überbelegung des psychiatrischen Hospitals neue Gebäude als Nebenstellen errichtet. Dort wurden die männlichen Patienten des Hospitals untergebracht. Das Haupthaus selbst bewohnten ab diesem Zeitpunkt nur noch die weiblichen Patienten. Im Jahre 1976 wurde außerdem im Antonio Abate eine therapeutische Wohngemeinschaft eröffnet, die als offene Abteilung gedacht war, um ein Überwinden der schwierigen Bedingungen zu erreichen, unter denen Langzeitpatienten lebten. Im Jahr 1977 waren 870 Patienten stationär untergebracht und 358 Pflegekräfte beschäftigt. In diesen Jahren begannen die ersten Versuche, um die „Nervenheilanstalt“ zu öffnen und den Heimcharakter zu beenden.
Mit einem weiteren Gesetz im Dezember 1978 wurde ein staatliches Gesundheitssystem beschlossen, das die lokalen Gesundheitsdienste mit einbezog. Durch dieses Gesetz wurde die Kirche aus dem Gesundheitswesen ausgeschlossen, wodurch das Allgemeinkrankenhaus, das psychiatrische Hospital und das Sanatorium in die lokalen Gesundheitsdienste von Teramo übergingen.
1978 wurde ebenfalls die Schließung der italienischen psychiatrischen Kliniken beschlossen. Endgültig wurde das psychiatrische Krankenhaus Sant’Antonio Abate dann am 31. März 1998 geschlossen, nachdem die letzten Patienten entlassen worden waren.

## Liste der Direktoren
- Berardo Costantini (1881–1889)
- Tommaso Gaspari (1889–1892) – Stellvertreter
- Lorenzo Paris (1889–1892) – Stellvertreter
- Cleto Pierannunzi (1889–1892) – Stellvertreter
- Raffaele Roscioli (1892–1916)
- Guido Garbini (1917–1919)
- Cleto Pierannunzi (1920–1924) – Stellvertreter
- Marco Levi Bianchini (1924–1931)
- Cesare Roncati
- Danilo Cargnello
- Ignazio Passanisi
- Carlo Romerio
- Antonio Bernardini
- Giuseppe Francesconi
- Michele Colleluori
- Franco Cesarini

## Struktur des Komplexes

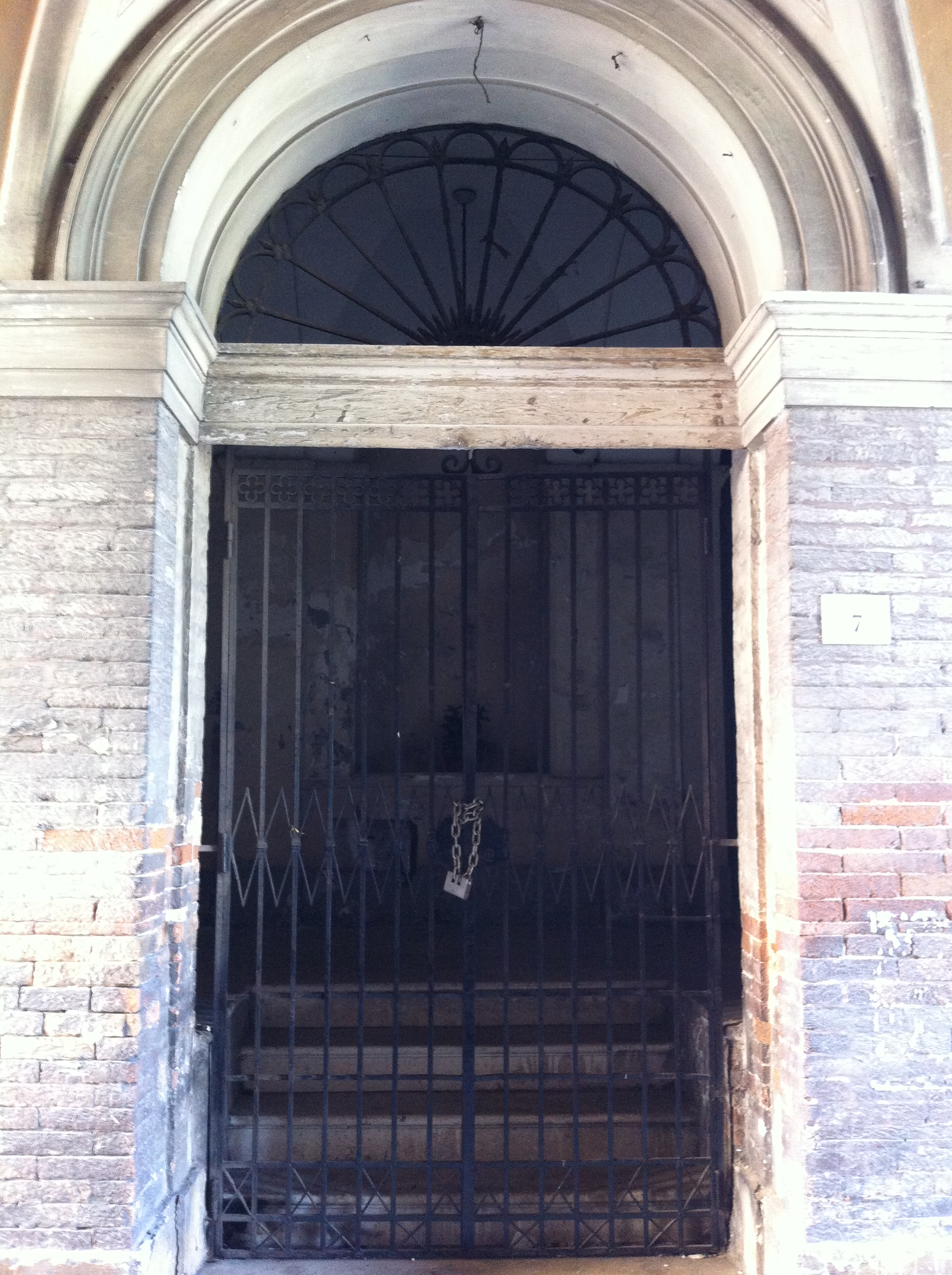
Eingang zur Kirche des heiligen Antonius

Der erste Kern dessen, was heute das Psychiatrische Hospital ist, wurde 1323 erbaut. Die letzten wichtigen Erweiterungsmaßnahmen fanden 1931 statt. Eingedenk der vielzähligen Eingriffe, Umbauarbeiten, Restaurierungen, Aufstockungen und anderweitigen Baumaßnahmen, ist es verständlich, warum das Gebäude des Sant’Antonio Abate, so wie es heute ist, asymmetrisch ist.
Das Hospital besteht aus einem zentralen ursprünglichen Kern; dieser entspricht den Gebäuden im Bereich der Porta Melatina und den angrenzenden Torbogen von Vico delle Recluse sowie der Barockkirche Sant’Antonio Abate. An diese schließen sich mit asymmetrischen Verbindungen sechs Gebäudekomplexe an, die in unterschiedlichen Epochen errichtet wurden.

### Eingang zur Wäscherei und zum Mangelsaal (Bügelsaal)
Der Komplex entwickelt sich im Inneren mit wenigen Ausnahmen über 3 Etagen: das Erdgeschoss und 2 Etagengeschosse. In einigen Gebäuden gibt es auch Kellerräume. Auf 2 Trakten gibt es auf dem Dach Terrassen, die mit Metallgittern eingezäunt sind, bestimmt zum Hofgang der Insassen oder des Pflegepersonals.
Die Dimension der Struktur ist immens: über 32.000 m². Dies entspricht einem stattlichen Teil der Altstadt. Fast alle Trakte, wo sich Insassen aufhielten oder durchgingen, haben Gitter an den Fenstern. Die Dimensionen des Hospitals sind so gewaltig, dass es von sechs Straßenzügen begrenzt ist: Piazzale San Francesco, Via Aurelio Saliceti, Vico delle Recluse, Via di Torre Bruciata, Via del Baluardo und Via Getulio. Die Via Aurelio Saliceti gehörte bis in die 1970er Jahre ausschließlich zum Hospital und war folglich der Öffentlichkeit nicht zugänglich. Sie war für Wagen und Fußgänger durch eine Kette gesperrt.
Schon seit Beginn des Bestehens war das Hospital in verschiedene Sektoren aufgeteilt: nach Alter, nach Geschlecht oder nach Schwere der Erkrankungen. Es gab den Frauentrakt, den Männertrakt, den Kindertrakt, den für die „ruhigen“ Insassen, den für die „teilweise ruhigen“ Patienten und den für die Agitierten. Es gab auch – mit der Zeit aber immer weniger – spezielle geschlossene Abteilungen für die schweren Fälle. Es gab im Wesentlichen 3 Beschäftigungsbereiche und Behandlungsbereiche für geistig Behinderte: neurologisch und neuropsychodiagnostisch.
Im ursprünglichen zentralen Trakt, der noch aus dem Mittelalter rührte, liegt der Haupteingang des Hospitals: Hier bezeugt eine Marmorplatte über dem Tor die ursprüngliche Nutzung des Gebäudes als Zuflucht und Hilfsort für Kranke und Bedürftige. In der Nähe dieses Eingangs liegen die Pförtnerloge, das Haupttreppenhaus, der Aufzug, der Zugang zu den zwei Innenhöfen sowie die Wohnung der Nonnen. Unter dem Bogen der Porta Melatina finden sich zwei schmiedeeiserne Tore: das eine als Zugang zum Hospital, das andere als Eingang zur Kirche Sant’Antonio Abate.
Diese beiden Eingänge waren selten zugänglich während der langen Zeit des Hospitals.

### Krankentrakt (errichtet 1894)
Die Kirche Sant’Antonio Abate, die heute im Barockstil dekoriert ist und eine außergewöhnliche Eleganz und Helligkeit besitzt, diente als interne Kapelle des Hospitals. Sie war sowohl von außen als auch von innen zu erreichen; mit dem Gebäude ist sie über eine Wendeltreppe verbunden. Angeschlossen ist eine Sakristei.

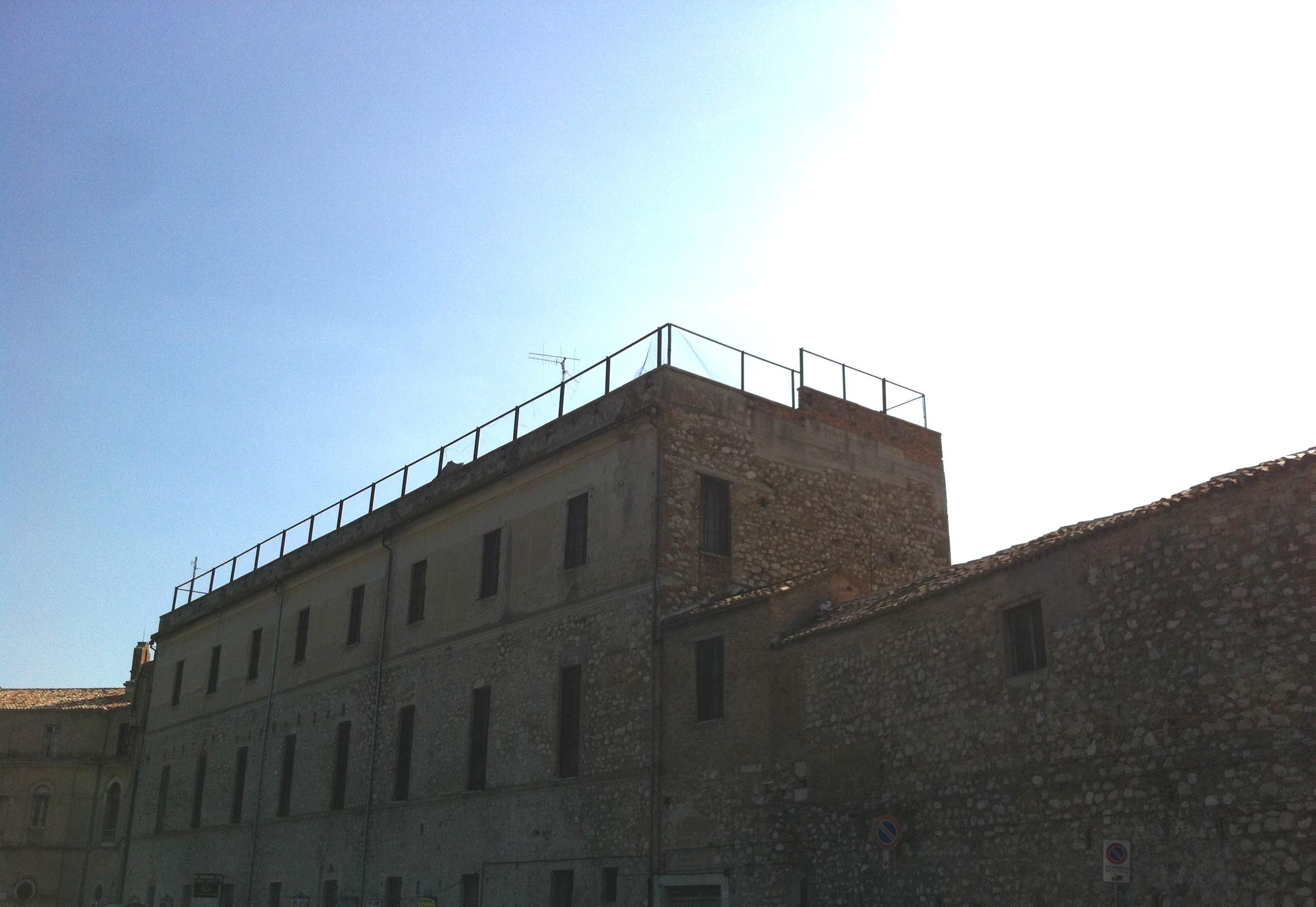
Krankentrakt (von 1894)

In Folge der unzähligen Erweiterungsarbeiten des Komplexes zeigen die Gebäude, die sich an den älteren Teil anschließen, sehr unterschiedliche architektonische Epochen. Die Gebäude, die auf der Seite der Prota Melatina, entlang der Via Saliceti liegen, beherbergen die technischen und Verwaltungsabteilungen, die Apotheke, den Operationssaal und einige Ambulanzen, den Sitz der Congregazione di carità (auf der einen Seite) und die Wäscherei, die Mangelstube, Lagerräume, Arztzimmer und Pflegerräume, die Zentralsterilisation und die erste Terrasse (auf der anderen Seite). An dem Vico delle Recluse liegen die Trakte, die die Sakristei der internen Kirche, die Leichenhalle und einige Patientenzimmer enthalten, ebenso liegt hier der Trakt (erbaut 1894) mit den Lagerräumen, dem Schlachtraum und dem Kühlraum (errichtet 1917 in einer unterirdischen Grotte), der Verwaltung, Krankenzimmern und der zweiten Terrasse. Auch am Vico delle Recluse gibt es einen weiteren Innenhof – eine Zeit als Krankenhausgarten genutzt, von wo ein weiterer Trakt abgeht. Dies ist der Giuseppe-Cerulli-Trakt, etwas entfernt vom Rest des Hospitals errichtet und mit diesem durch einen halbkreisförmigen Flügel verbunden – bestimmt als Krankentrakt für die „teilweise Agitierten“ und dann ausgestattet als Speisesaal der Abteilung Tamburini.

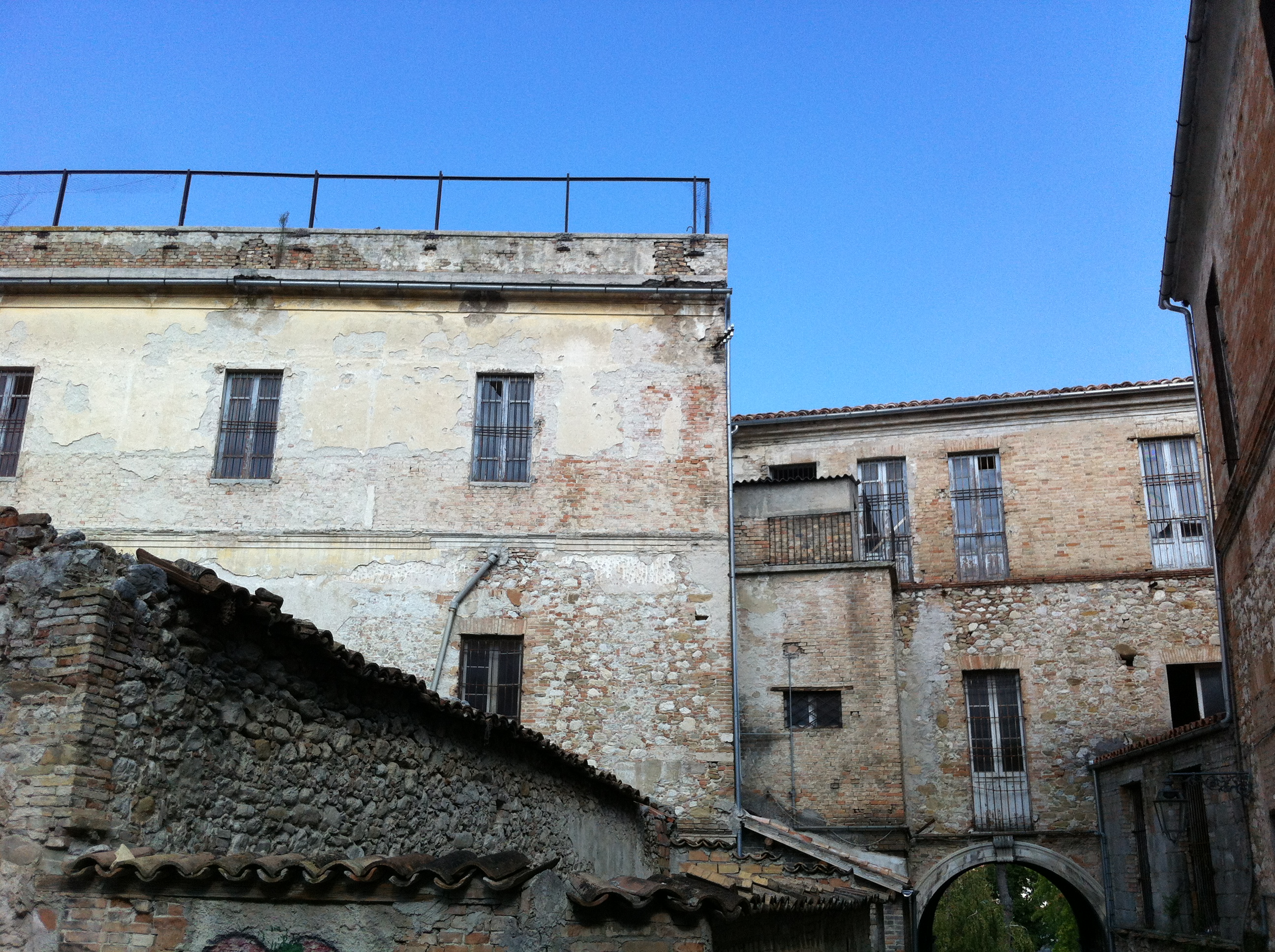
Krankentrakt, erstellt 1894

Im Verwaltungstrakt liegen auf der zweiten Etage das Büro des Direktors und die Bibliothek, von hier erreicht man die Labore und die Werkstätten (Schreinerei, Schmiede, Schneiderei, Bäckerei und andere Handwerke). Von hier erblickt man den größten der Innenhöfe, gepflastert mit den Steinen, die beim Abriss der Isolationszellen angefallen waren, damals vom Direktor Guido Garbini angeregt. Von diesem Innenhof erreicht man den Küchentrakt; dieser ist so groß, dass man dort Essen für mehr als 600 Menschen zubereiten konnte. Die beiden Hauptflure, die die Verwaltungstrakte, die Ambulanzen und Krankenzimmer verbinden, führen Richtung Piazzale San Francesco und sind damit sehr hell. Eine große Anzahl von Durchgangsräumen, Korridoren, Treppenaufgängen, Zimmern und Lagerräumen komplettiert schließlich diesen Komplex.

## Aktuelle Situation
In Folge der Schließung des Psychiatrischen Hospitals stellte sich sofort die Notwendigkeit, dieses immense Allgemeingut zu schützen und aufzuwerten, eingedenk des außergewöhnlichen Wertes sowohl historisch, architektonisch als auch anthropologisch. Das enorme Archiv wurde in zwei Abteilungen aufgeteilt: Die Patientenakten wurden der Abteilung für psychische Gesundheit der USL anvertraut, als Besitzer des Komplexes. Das restliche Archiv wurde dem historischen Archiv der USL übergeben. Die Archivoberaufsicht der Abruzzen und die Universität studieren zurzeit die Akten, betreiben Inventarisierung und Sortierung des ungeheuren Schatzes des Archivs des Hospitals. Gleichzeitig werden die wertvollsten Einrichtungsgegenstände aus den Gebäuden durch die Abteilung psychische Gesundheit konserviert, wie auch die große und wertvolle Bibliothek.
Zahlreiche Einrichtungsgegenstände (Kostüme, Möbel von geringem Wert, Gegenstände des Alltags) befinden sich noch im Komplex, der seit langem geschlossen ist. Das Risiko des Zerfalls und der Beschädigung ist immer konkreter, und auch das Risiko des Vergessens der Aktivitäten, die hier erfolgten. Aus historischer und anthropologischer Sicht wäre der Erhalt der noch erhaltenen Spuren dieses Lebens, das zu seiner Zeit eine große Bedeutung für die Region und das Land hatte, sehr wünschenswert. Die Einrichtung eines Psychiatriemuseums auf der Grundlage, wie auch in anderen Projekten mit einer Teilrestaurierung der alten Nervenheilanstaltkomplexe, könnte dazu führen, nicht nur die Gebäude, sondern auch Objekte und Einrichtungen (medizinische und alltägliche Gegenstände) vor ihrem endgültigen Verschwinden zu retten.
Da die Gebäude seit 1998 nicht mehr genutzt werden, befinden sich die Strukturen des Hospitals gegenwärtig in einem erbärmlichen Zustand und es bedarf einiger wichtiger Arbeiten zur Stabilisierung und Restaurierung. Die Auflagen, die im Augenblick den Komplex betreffen, berücksichtigen die besonderen Vorkehrungen und den Respekt vor einer zukünftigen Nutzung.
Am 22. November 2022 kündigte die Region Abruzzen eine europäische Ausschreibung für die gesamte Renovierung des Gebäudes an, das zu 75 % die von der Universität verwaltete "Kulturzitadelle" beherbergen wird, während der restliche Teil als Auditorium, städtische Räume und ein spezielles ALS-Viertel für experimentelle neurologische Therapien genutzt werden soll.